# 斯洛維尼亞退休者民主黨
斯洛維尼亞退休者民主黨（DeSUS）是斯洛維尼亞政黨。該黨在2011年斯洛維尼亞議會選舉拿下6席。
該黨在2008年以前是亞內茲·揚沙內閣成員。2008年斯洛維尼亞議會選舉，該黨拿下7席，與社會民主黨、真實黨（Zares）和斯洛維尼亞自由民主黨（Liberal Democracy of Slovenia）組成執政聯盟。
議會席次：

## 外部連結
- 斯洛維尼亞退休者民主黨官方網站 （页面存档备份，存于）